# Joe Lando
Joseph John Lando (Prairie View, 9 de diciembre de 1961) es un actor estadounidense de cine y televisión, reconocido principalmente por interpretar el papel de Byron Sully en la popular serie de televisión Dr. Quinn, Medicine Woman.

## Vida y carrera
Lando cursó estudios en la Universidad Stevenson en Lincolnshire, Illinois.
Su primera participación en la televisión ocurrió en el rol de patrullero en la serie Star Trek IV: The Voyage Home. Logró reconocimiento por su papel de Jake Harrison en la longeva telenovela One Life to Live, llegando a co.-protagonizar la popular serie Dr. Quinn, Medicine Woman como el interés romántico del personaje interpretado por Jane Seymour. También apareció en la serie The Guiding Light y protagonizó Higher Ground, serie en la que se desempeñó además como productor ejecutivo. Tuvo un pequeño rol en la serie Summerland junto con Lori Loughlin y apareció en ocho episodios de The Secret Circle en el papel de John Blackwell, el padre del personaje principal. En 2014 apareció junto a varios compañeros de reparto de Dr. Quinn para hacer parte de una parodia titulada Dr. Quinn, Morphine Woman.

## Filmografía (Selección)

### Películas
| Año  | Título                               | Título original                      | Personaje           | Notas                  |
| ---- | ------------------------------------ | ------------------------------------ | ------------------- | ---------------------- |
| 1996 | Alien nación: El enemigo interior    | Alien Nation: The Enemy Within       | Rick Shaw           | película de elevisión  |
| 1998 | No Code of Conduct                   | No Code of Conduct                   | Willdog             | película de televisión |
| 2001 | Dr. Quinn, Medicine Woman: The Movie | Dr. Quinn, Medicine Woman: The Movie | Byron Sully         | película de televisión |
| 2003 | Killer Flood: The Day the Dam Broke  | Killer Flood: The Day the Dam Broke  | David Arthur Powell | película de televisión |

### Series
| Año       | Título           | Título original           | Personaje      | Notas                       |
| --------- | ---------------- | ------------------------- | -------------- | --------------------------- |
| 1993–1998 | La doctora Quinn | Dr. Quinn, Medicine Woman | Byron Sully    | 149 episodios; protagonista |
| 2000–2000 | Tierras altas    | Higher Ground             | Peter Scarbrow | 22 episodios; protagonista  |
| 2011–2012 | Círculo secreto  | The Secret Circle         |                | 8 episodios                 |